# Alan Krueger
Alan Krueger (ur. 17 września 1960 w Livingston, zm. 16 marca 2019 w Princeton) – amerykański ekonomista, profesor ekonomii Uniwersytetu w Princeton i pracownik naukowy National Bureau of Economic Research (NBER). Spędził wiele lat w służbie publicznej. W latach 2011–2013 był przewodniczącym prezydenckiej Rady Doradców Ekonomicznych z nominacji Baracka Obamy.
Miał duży wkład w tzw. rewolucję wiarygodności (ang. credibility revolution) w ekonomii, rozwijając nowoczesne metody empirycznego testowania teorii i ekonometrycznej analizy danych oraz nauczając ich. Według rankingu RePEc jest jednym z najczęściej cytowanych i czytanych ekonomistów świata.

## Życiorys

### Młodość i wykształcenie
Dorastał w rodzinie pochodzenia żydowskiego w New Jersey. Studiował ekonomię na Uniwersytecie Cornella (B.S. 1983) i Uniwersytecie Harvarda (M.A. 1985, Ph.D. 1987), gdzie uzyskał doktorat pod kierunkiem Lawrence’a Summersa. W czasie studiów nabrał przekonania, że najbardziej odpowiadają mu badania empiryczne.

### Praca i dalsze życie
Od 1987 był pracownikiem Uniwersytetu w Princeton, z przerwami na służbę publiczną.
W trakcie całej kariery rozwijał i stosował metody analizy eksperymentów naturalnych i quasi-eksperymentów. Jego wczesne głośne prace z Davidem Cardem szacowały empirycznie wpływ zmian płacy minimalnej na lokalny poziom zatrudnienia, wykorzystując zróżnicowanie czasowe i geograficzne wprowadzania takich zmian, i posługując się w analizie metodą różnicy w różnicach.
Posługując się nowatorskimi rozwiązaniami ekonometrycznymi badał szerokie spektrum problemów, takich jak edukacja, rynek pracy i bezrobocie, terroryzm czy środowisko. Między 2000–06 był felietonistą The New York Times. Wydał i współredagował kilka książek i setki publikacji naukowych.
29 sierpnia 2011 Barack Obama mianował go przewodniczącym Rady Doradców Ekonomicznych, co Senat USA zatwierdził jednogłośnie. W kadencji 2017 był wiceprzewodniczącym Amerykańskiego Towarzystwa Ekonomicznego. Członek wielu towarzystw naukowych i rad kilku fundacji, oraz redakcji czasopism naukowych, m.in. Science.
Był uhonorowany licznymi nagrodami, stypendiami i tytułami honorowymi, m.in. IZA Prize i doktoratem honoris causa Université Libre de Bruxelles. Ekonomista Lawrence Katz nazwał go w 2019 „jednym z najważniejszych, jeśli nie najważniejszym ekonomistą rynku pracy, i ogólnej empirycznej ekonomii, ostatnich trzech dekad (…). Przyczynił się do zmiany ekonomii, przekształcił ją w poważniejszą naukę.”
16 marca 2019 popełnił samobójstwo. Pozostawił żonę i dwójkę dzieci.